# Lolita (The Veronicas-dal)
A Lolita egy dal a The Veronicas elnevezésű ausztrál duótól. A szám harmadik, Life on Mars című albumukon kap helyet.
Producere Toby Gad volt, a dal az album első kislemezeként jelent meg 2012. július 27-én digitálisan. A 2008-as Popular óta ez volt első kiadványuk. A dalt a The Veronicas ikrei, Jessica Origliasso és Lisa Origliasso szerezték Toby Gad mellett. A felvétel az ARIA kislemezlista 29. helyén debütált.

## Háttér
2009-ben a Revenge Is Sweeter Tour befejezése után az ikrek szünetet tartottak a közös munkában. A Lolita-t Lisa Origliasso, Jessica Origliasso és Toby Gad szerezte 2010-ben.
A dal címe Vladimir Nabokov regényéből származik, témája pedig arra épül, hogy az ikreket exbarátaik és a zenei vezetők manipulálni próbálták. Egy interjúban Lisa így vélekedett a dalról:„sötét – egy kicsit rejtélyes és kissé provokatív.”

## Borító és kiadás
A kislemez borítóján Jessica és Lisa édesanyja, Colleen látható húszas évei végén. Miután találtak pár régi fényképet édesanyjukról, rájöttek, „van valami kísértő azon a különös fényképen.”
2012. július 5-én jelentették be a dal címét egy nyolc másodperces YouTube videón. A számból sorok július 12-én és 21-én kerültek nyilvánosságra. Július 26-án debütált a dal a 2day FM-en, majd digitális formátumban is megjelent, végül pedig a dalszöveges videó is elérhetővé vált. 31-én SoundCloud-on jelent meg az első remix, melyet Connor Cruise készített.

## Számlista és formátumok
Digitális letöltés
1. Lolita – 3:25

## Slágerlistás helyezések
| Kislemezlista     | Legjobb helyezés |
| ----------------- | ---------------- |
| Ausztrália (ARIA) | 29               |

## Megjelenések
| Ország     | Dátum            | Formátum           | Kiadó        |
| ---------- | ---------------- | ------------------ | ------------ |
| Ausztrália | 2012. július 27. | Digitális letöltés | Sire Records |